# Bescuits a la cuina turca

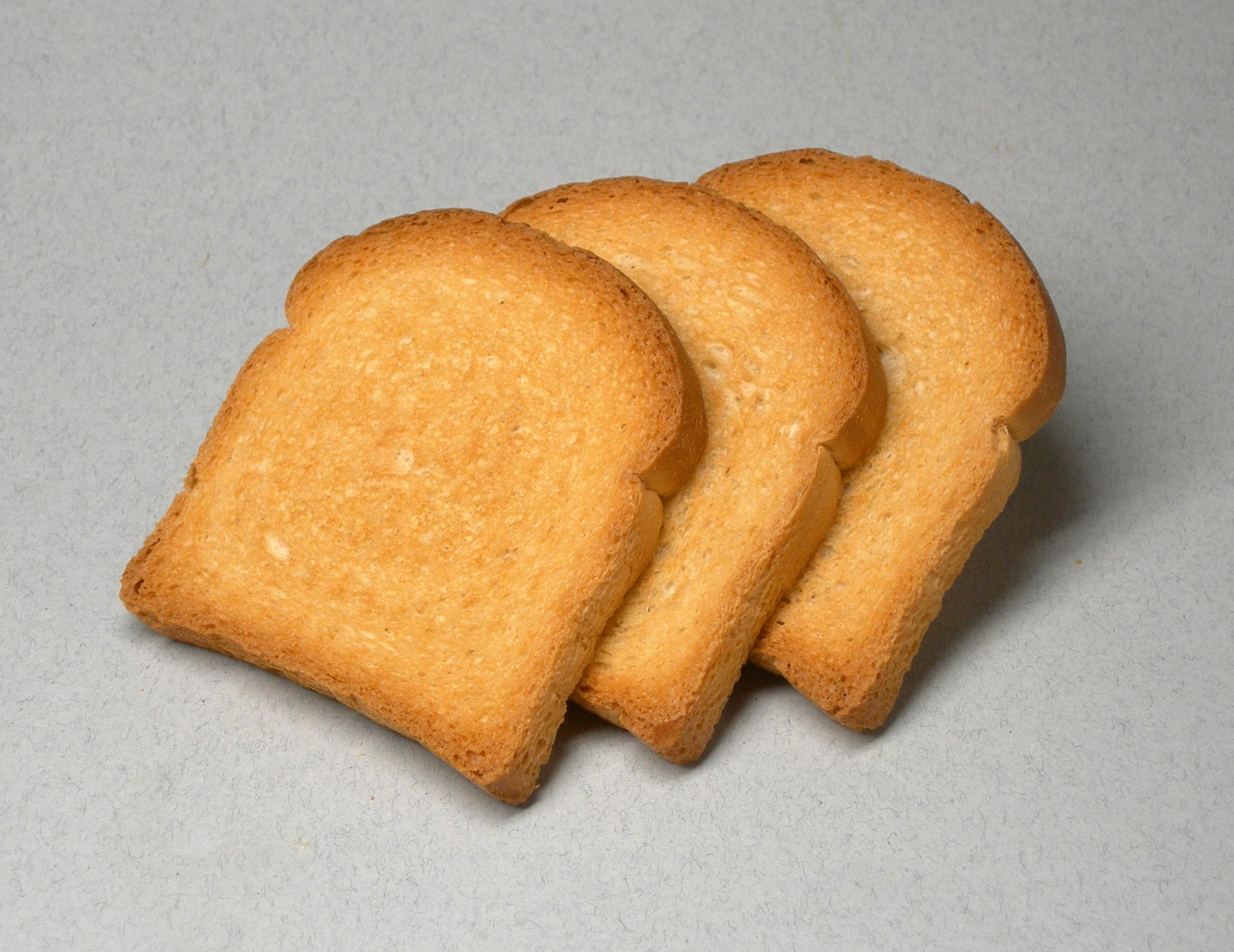
Etimek

Els bescuits en la cuina turca són l'etimek, el peksimet, el gevrek i la galeta, tots bescuits durs sense llevat (i ‘cuits dues vegades') tal com indica el nom genèric.

## Variants

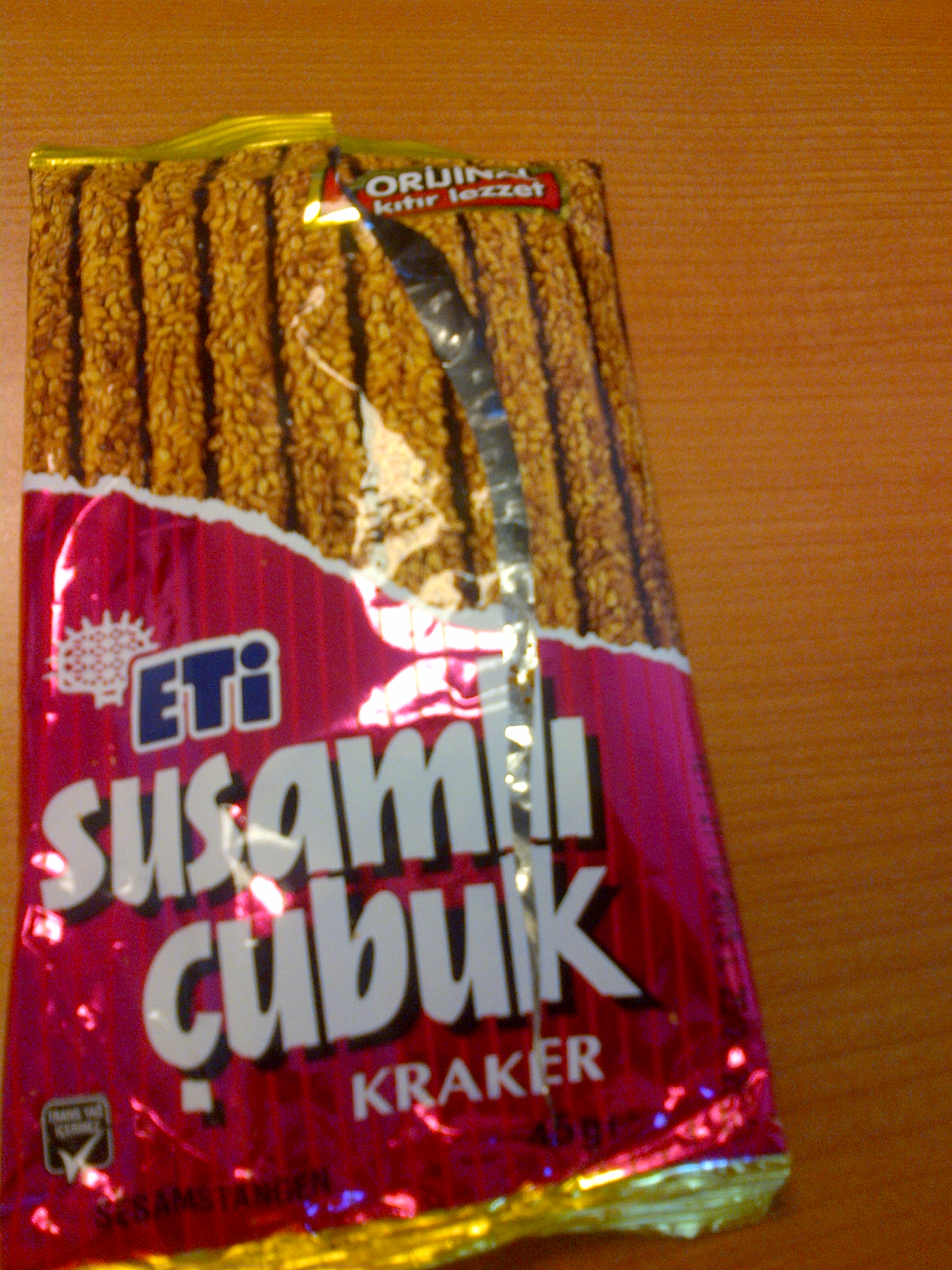
Bastonets de sèsam turcs: es consideren un aperitiu servits amb te turc o es consumeixen com una alternativa del pa.

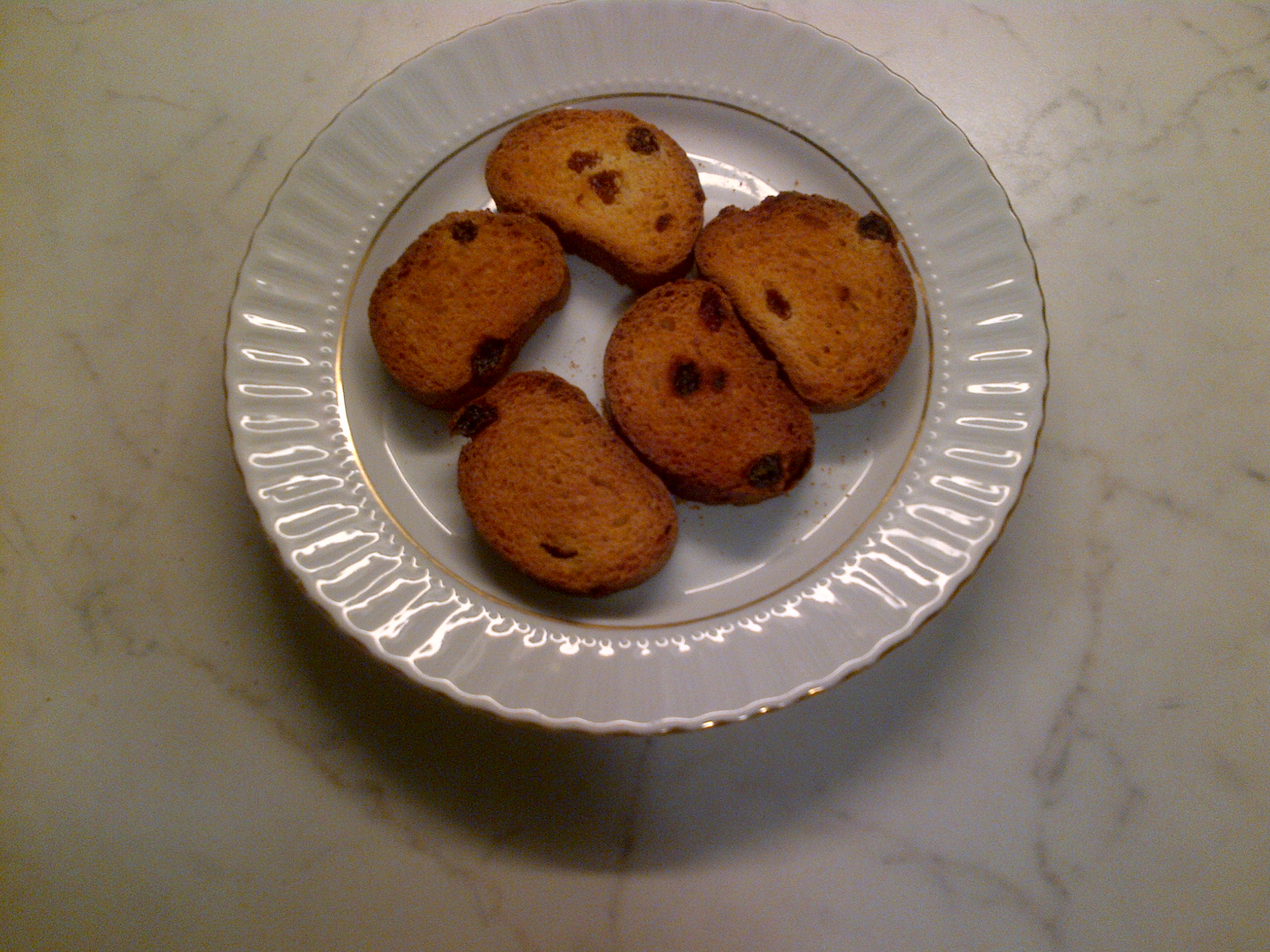
Gevrek, un bescuit dolç, amb panses.

A la cuina turca el bescuit en general s'anomena peksimet. La paraula és de procedència grega - paximadi (παξιμάδι), i significava pa d'ordi a l'Imperi Romà d'Orient. Els turcs fornejaven paximadi dues vegades i així n'abaixaren el nivell d'humitat -li van treure aigua-. L'any 1790, per la necessitat imperant de la marina otomana, es va ordenar a les fleques de simit i çörek fer peksimet pels mariners. Així, el peksimet ha estat, durant segles, un aliment bàsic pels mariners otomans i també pels soldats turcs tant a la Primera Guerra Mundial com a la Guerra d'independència turca.
A les acaballes del segle xx, Eti, una de les majors companyies d'indústria alimentaria a Turquia va introduir la versió turca del bescuit alemany Zwieback amb el nom comercial Etimek, combinant el nom de la marca (Eti) amb el nom de pa (ekmek) en turc. El producte va tenir tanta reeixida que avui en dia etimek és una paraula molt utilitzada tal com aspirin (l'aspirina) o jilet (fulla d'afaitar, de Gillette).
Un altre bescuit turc són les galetes (turc galeta, de galetta en italià i galette en francès), es tracta de bastonets durs de pa, moltes vegades buits per dins, sense llevat. Aquests bastonets són diferents dels susamlı çubuk (bastonets de sèsam) i els tuzlu çubuk (bastonets amb sal grossa), ambdues varietats també molt comunes i arrelades a la cultura culinària de Turquia. També existeixen galetes tipus fulla, dites yaprak. 

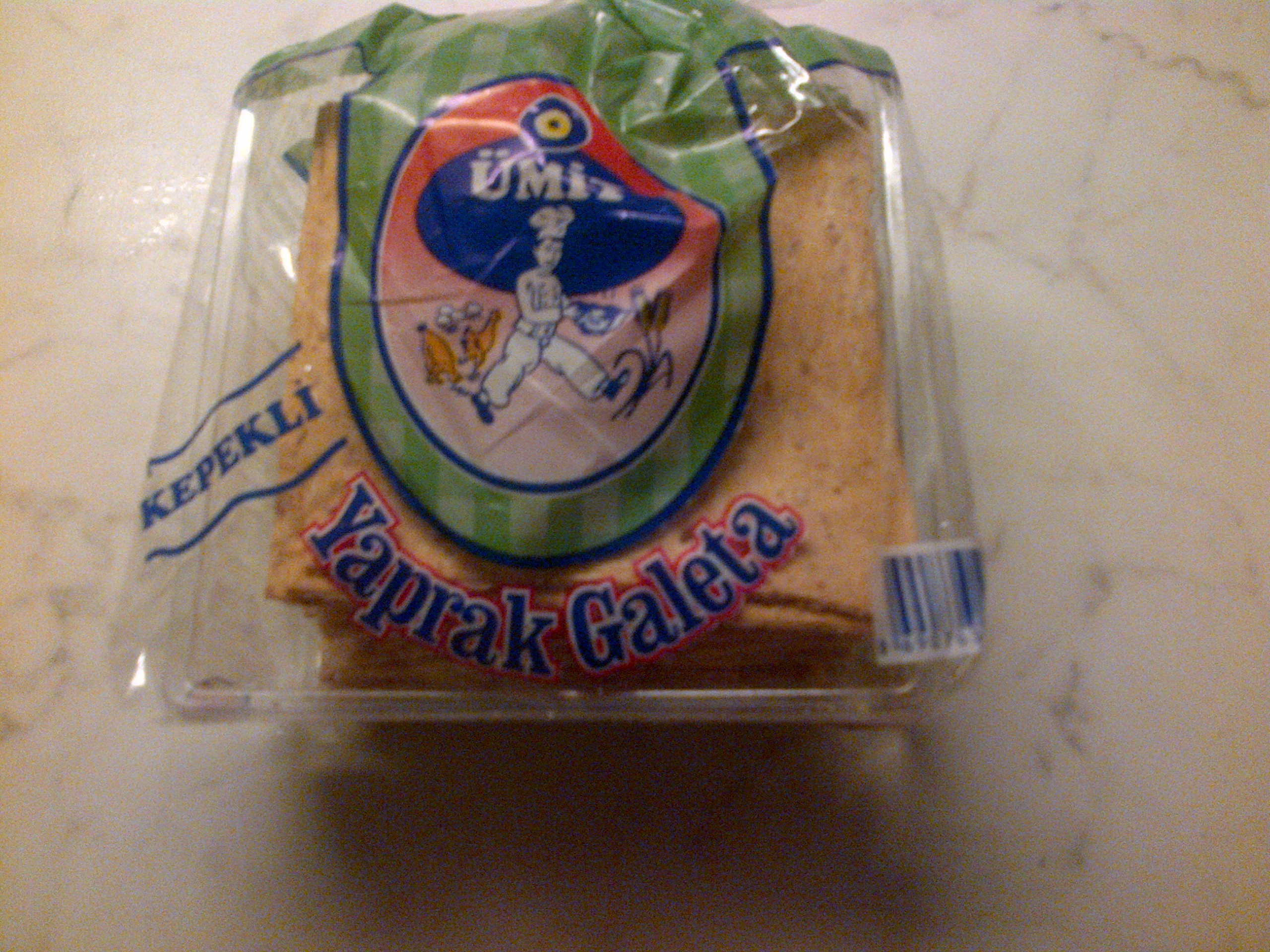
Galetas tipus "fulla" (yaprak galeta).

Finalment hi ha bescuits dolços, similar a les dolses, que s'anomenen gevrek. Hi ha gevrek amb panses, avellanas, anís i altres fruites i nous. El gevrek es prepara gairebé com un pa baguette, es posa al forn amb els seus ingredients de sabor (panses, avellanes, etc.) dins de la seva massa i una vegada cuit talla a llesques. Després d'enllescats, els gevrek s'enfornen poler segona vegada. No s'ha de confondre aquest gevrek amb el seu homònim en turc que significa "simit" a İzmir i entorn d'aquesta ciutat.